# Ааг
Ааг — згаслий вулкан, входить до складу Аванчинсько-Коряцької групи вулканів. З передгір'їв вулкану беруть свій початок річки Піначевська та Дрємуча.
Висота — 2310 м.

## Авіакатастрофа
На горі Ааг сталася найбільша авікатастрофа в історії Камчатки. В четвер 26 жовтня 1989 року літак Ан-26 о 14:58 за місцевим часом зазнав аварії на висоті 1500 метрів. Літак був повністю розбитий, всі 37 пасажирів загинули.